# Клуб Кабінету Міністрів України

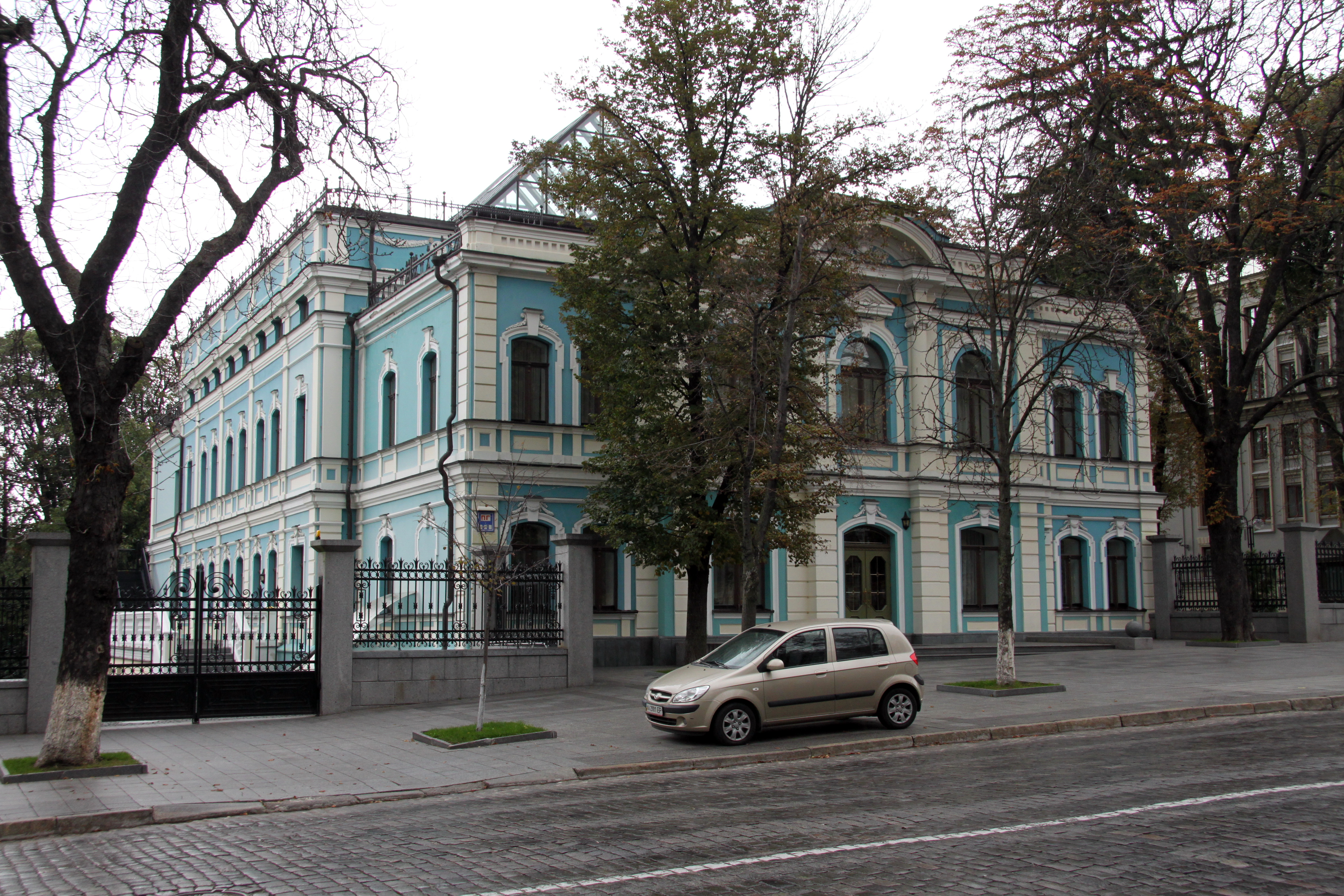
Клуб Кабінету Міністрів України

Клуб Кабінету Міністрів України, також будинок старої біржі — двоповерховий будинок в Києві по вулиці Інститутській, 7.
Зведений у ренесансних формах для Київської товарної біржі, є пам'яткою архітектури. Охоронний номер 172.

## Історія

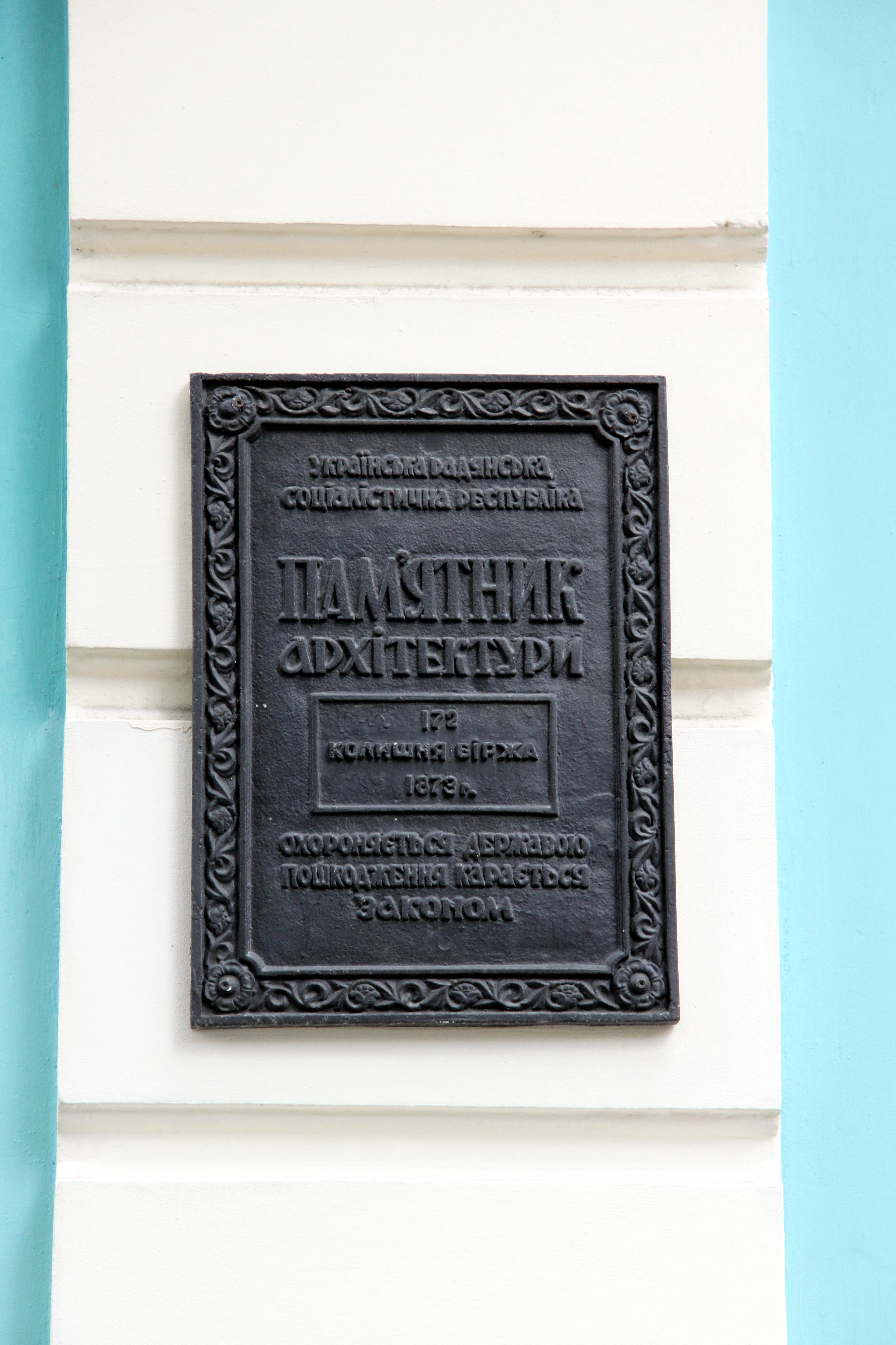
Охоронна табличка

Збудована в 1870-1873 тодішнім головним київським архітектором Олександром Шіле, учнем О. В. Беретті. Є першою будівлею біржі в Києві.
Біржа була однією з перших комерційних установ Києва, важливим фінансово-економічним осередком Російської імперії у 19 — на поч. 20 ст.
В організації біржі брали участь професор політичної економії університету Микола Бунге і видавець та власник книгарні й друкарні Йосип Завадський.
Торгами на біржі керував біржовий комітет, до якого входили найбагатші і найшанованіші київські підприємці: члени родин Бродських і Терещенків, М. Дегтерьов, М. Хряков, С Могильовцев та інші.
У приміщенні біржі відбувалися концерти і влаштовувалися виставки картин. Зокрема тут виступав російський піаність і композитор А. Рубінштейн, виставляв картини І. Айвазовський.
1883 Київську біржу переведено в більший будинок на розі Хрещатика та Інститутської (Інститутська, 1, не зберігся) і приміщення на Інститутській, 7 зайняв Київський земельний банк.
За радянських часів будівля неодноразово змінювала своє призначення, сильно постраждала під час німецько-радянської війни, була відновлена і стала приміщенням Клубу Ради Міністрів УРСР (тепер — Кабінету Міністрів України).

## Сучасний стан
Будівлю іноді називають в народі «будинком небіжчиків». Ще в радянські роки в Клубі Ради міністрів проходили урочисті «останні прощання» з працівниками апарату ЦК КПУ.
У цьому особняку часто проводять зустрічі на найвищому рівні — для цих цілей обладнаний спеціальний кабінет. Також тут є кімната для відпочинку прем'єра з більярдним залом та спецзв'язком.